# دانشگاه گوتنبرگ (سوئد)

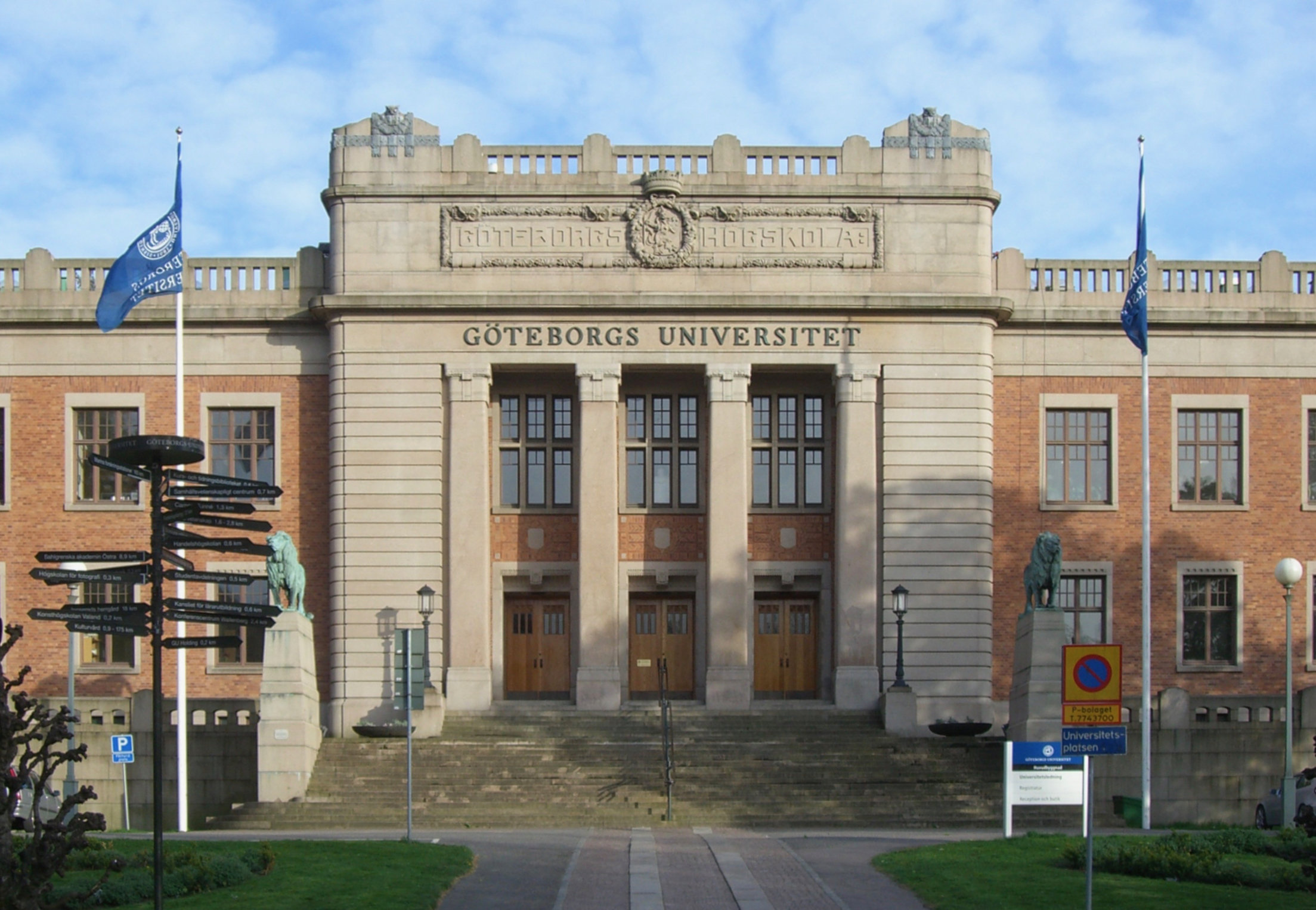
تصویری از یکی از ساختمان‌های اداری دانشگاه یوتبری.

دانشگاه گوتنبرگ (انگلیسی: University of Gothenburg; سوئدی: Göteborgs universitet) یا دانشگاه یوتبری، نام بزرگترین و یکی از اصلی‌ترین دانشگاه‌ها در کشور سوئد است که در سال ۱۸۹۱ در شهر یوتبری تأسیس شد. دانشگاه یوتبری، بزرگترین دانشگاه در شبه جزیرهٔ اسکاندیناوی و از اصلی‌ترین دانشگاه‌های قاره اروپا است. این دانشگاه دولتی است و زبان درسی در این دانشگاه، سوئدی می‌باشد.